# Festival MITEU
El Festival MITEU, también conocido como La MITEU, en femenino, por ser el acrónimo de Muestra Internacional de Teatro Universitario es un certamen de exhibición de piezas de teatro independiente -principalmente teatro universitario o académico- que se realiza anualmente durante dos semanas en el mes de abril en Orense, Galicia.

## Trayectoria

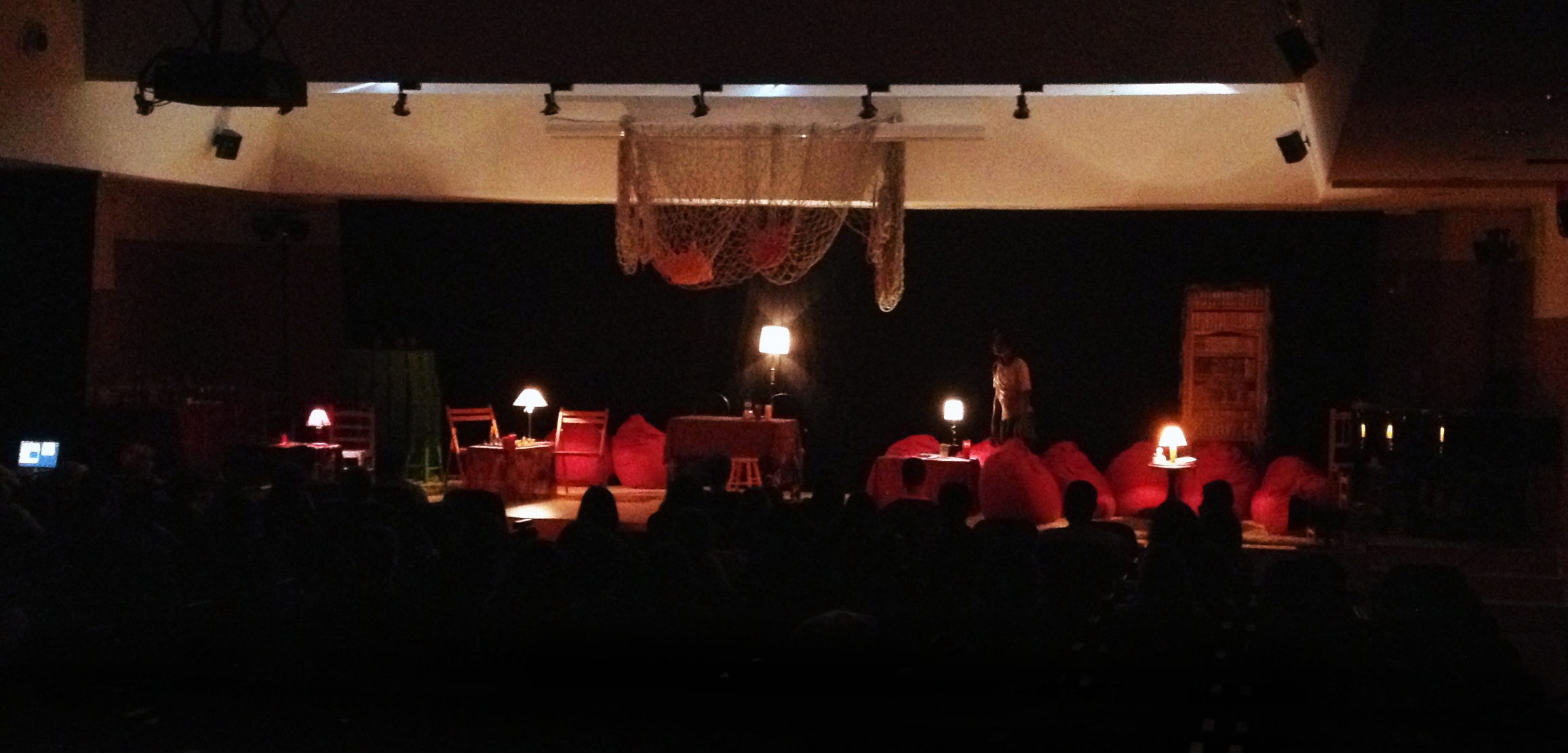
de Fernando Dacosta. Aula de Teatro de Orense.

Ideado e impulsado por el Aula de Teatro de Orense en 1996 actualmente, con más de una veintena de ediciones a sus espaldas, programa una treintena de espectáculos en espacios emblemáticos de la ciudad, principalmente de teatro de texto en espacios a la italiana, pero también teatro de calle, exposiciones, conciertos y danza.
Se trata de un festival internacional ya que entre un cuarto y un tercio de la programación es de compañías de varios continentes, aunque debido a la cercanía con Portugal son de esta nacionalidad los grupos extranjeros que más repiten y son programados. Su internacionalidad, el alto número de grupos del resto de la península presentes, el respaldo institucional y el alto seguimiento ciudadano hacen de este festival uno de los más importantes de España, por lo que es habitual ver programadas como grupos invitados a compañías profesionales y escuelas de arte dramático.